# Österreichischer Frauen-Fußballcup 1996/97
Der Österreichische Frauen-Fußballcup wurde in der Saison 1996/97 zum 23. Mal ausgespielt. Als ÖFB-Frauen-Cup wurde er vom Österreichischen Fußballbund zum fünften Mal durchgeführt. Den Pokal gewann zum achten Mal der USC Landhaus.

## Teilnehmende Mannschaften
Für den österreichischen Frauen-Fußballcup haben sich anhand der Teilnahme der Ligen der Saison 1996/97 folgende 21 Mannschaften, die nach der Saisonplatzierung der Frauen-Bundesliga 1995/96, der 2. Division Ost 1995/96 und der Regionalliga West 1995/96 geordnet sind, qualifiziert. Teams, die durchgestrichen sind, nahmen aus unterschiedlichen Gründen nicht am Wettbewerb teil oder sind zweite Mannschaften und spielten daher nicht um den Pokal mit. Weiters konnten noch der Landesmeister oder auch Vertreter der Saison 1995/96 teilnehmen.
| Frauen-Bundesliga (6) | Meister oder Meistervertreter aus der Landesliga (5) |
| --- | --- |
| - Union Kleinmünchen (OÖ) (C) - USC Landhaus (W) - ASV Vösendorf (NÖ) - DFC Heidenreichstein (NÖ) - ESV Süd-Ost (W) - 1. DFC Leoben (ST) | - USC Pilgersdorf (B) (LM) - SC Stattersdorf (NÖ) (LM od. LC) - ATSV Sattledt (OÖ) (LM) - ESV Saalfelden-Harham (S) (LM) - ASV Hohenau/Raab (ST) (??) - Verein (V) (LM) |
| 2. Division Ost (8) | Regionalliga West (2) |
| - First Vienna FC 1894 (W) (A) - SC Neunkirchen (NÖ) (A) - DFC Obersdorf (NÖ) - SV Neulengbach (NÖ) - ATSV Deutsch-Wagram (NÖ) - SV Horn (NÖ) - SV Donau (W) - SC Brunn am Gebirge (NÖ) - DFV Juwelen Janecka (W) - USC Landhaus II (W) (N)                                                                                              | - RW Rankweil (V) - Innsbrucker AC (T) - FC Schwarzach (V) - SK Zirl (T) (N)                                                                                            |
| Erläuterungen Länderkürzel: (B): Burgenland, (K): Kärnten, (NÖ): Niederösterreich, (OÖ): Oberösterreich, (S): Salzburg, (ST): Steiermark, (T): Tirol, (V): Vorarlberg, (W): Wien; Vereins-Landes-Bewerbserfolg: (LM): Landesmeister, (Lx): x. Platz der Landesliga, (LN): Landesliga-Aufsteiger, (..-x): x Landesliga siehe Länderkürzel | |

| (C) | amtierender Cupsieger 1995/96    |
| (A) | Absteiger der Saison 1996/97     |
| (N) | Neuaufsteiger der Saison 1996/97 |

## Turnierverlauf

### 1. Cuprunde
In der ersten Runde spielten die Vereine aus der 2. Division Ost, der Regionalliga West und die Landesligisten außer den beiden Bundesliga-Absteigern First Vienna FC 1894 und SC Neunkirchen um die fünf Plätze des Achtelfinales, SV Neulengbach, ATSV Sattledt und RW Rankweil hatten ein Freilos. Es überraschte der steirische Landesligist ASV Hohenau/Raab mit einem 7:0-Kantersieg über den DFV Juwelen Janecka. Auch der klare 3:0-Auswärtssieg des USC Pilgersdorf beim SV Donau kam unerwartet.
| Datum        |                                          | Ergebnis |                     |
| ------------ | ---------------------------------------- | -------- | ------------------- |
| keine Angabe | ASV Hohenau/Raab                         | 7:0      | DFV Juwelen Janecka |
| keine Angabe | ESV Saalfelden-Harham                    | 4:0      | SV Horn             |
| keine Angabe | DFC Obersdorf                            | 0:2      | Innsbrucker AC      |
| keine Angabe | SV Donau                                 | 0:3      | USC Pilgersdorf     |
| keine Angabe | SC Stattersdorf                          | 1:3      | ATSV Deutsch-Wagram |
| Freilos      | SV Neulengbach ATSV Sattledt RW Rankweil |          |                     |

### Achtelfinale
Die Bundesligisten und die Bundesliga-Absteiger griffen erst in der zweiten Cuprunde ein. Der spätere Meister der 2. Division, der SV Neulengbach unterstrich in einem sicheren 4:1-Sieg über den Bundesligisten DFC Heidenreichstein seine Erstligatauglichkeit. Ein 0:7-Debakel musste der frühere Bundesligist SC Neunkirchen beim ESV Saalfelden-Harham hinnehmen. Bei den Neunkirchenerinnen, die im Frühjahr den Spielbetrieb einstellten, zeigten sich bereits erste Auflösungserscheinungen. Einen offenen Schlagabtausch lieferten sich der ATSV Deutsch-Wagram und die Vienna, bei dem die Niederösterreicherinnen mit 8:4 das bessere Ende für sich hatten.
| Datum        |                       | Ergebnis |                      |
| ------------ | --------------------- | -------- | -------------------- |
| keine Angabe | ASV Hohenau/Raab      | 0:3      | 1. DFC Leoben        |
| keine Angabe | ESV Saalfelden-Harham | 7:0      | SC Neunkirchen       |
| keine Angabe | Innsbrucker AC        | 1:2      | ASV Vösendorf        |
| keine Angabe | USC Pilgersdorf       | 0:4      | Union Kleinmünchen   |
| keine Angabe | ATSV Deutsch-Wagram   | 8:4      | First Vienna FC 1894 |
| keine Angabe | SV Neulengbach        | 4:1      | DFC Heidenreichstein |
| keine Angabe | ATSV Sattledt         | 0:4      | ESV Süd-Ost          |
| keine Angabe | RW Rankweil           | 0:4      | USC Landhaus         |

### Viertelfinale
Im Viertelfinale konnte der SV Neulengbach mit einem 1:0-Sieg beim ASV Vösendorf einen weiteren Bundesligisten aus dem Bewerb werfen. Der spätere Meister USC Landhaus und Vizemeister Union Kleinmünchen beeindruckten mit klaren Siegen.
| Datum        |                       | Ergebnis |                    |
| ------------ | --------------------- | -------- | ------------------ |
| keine Angabe | ESV Saalfelden-Harham | 1:4      | 1. DFC Leoben      |
| keine Angabe | ASV Vösendorf         | 0:1      | SV Neulengbach     |
| keine Angabe | ATSV Deutsch-Wagram   | 0:7      | Union Kleinmünchen |
| keine Angabe | USC Landhaus          | 9:0      | ESV Süd-Ost        |

### Halbfinale
Auch in den Semifinalis konnten Union Kleinmünchen und USC Landhaus sich sicher durchsetzen.
| Datum        |                    | Ergebnis |                |
| ------------ | ------------------ | -------- | -------------- |
| keine Angabe | Union Kleinmünchen | 4:1      | SV Neulengbach |
| keine Angabe | 1. DFC Leoben      | 2:6      | USC Landhaus   |

### Finale
Damit kam es im Finale, das in St. Pölten-Stattersdorf in Niederösterreich ausgetragen wurde, zum Aufeinandertreffen zwischen Meister USC Landhaus und Vizemeister Union Kleinmünchen. Die Linzerinnen wehrten sich nach Kräften, mussten sich aber letztlich mit 2:3 geschlagen geben und konnten den Double-Erfolg des USC Landhaus nicht verhindern.
| Datum        |              | Ergebnis |                    |
| ------------ | ------------ | -------- | ------------------ |
| keine Angabe | USC Landhaus | 3:2      | Union Kleinmünchen |